# Кондратюк, Николай Кондратьевич
Никола́й Кондра́тьевич Кондратю́к (укр. Мико́ла Кіндра́тович Кондратю́к; 1931—2006) — советский, украинский камерный и оперный певец (баритон), педагог, общественный деятель. Народный артист СССР (1978).

## Биография
Николай Кондратюк родился 5 мая 1931 года в Староконстантинове (ныне в Хмельницкой области Украины).
Детство провёл в Полтаве. После окончания семилетней школы учился в Школе фабрично-заводского обучения при Полтавском паровозоремонтном заводе, работал монтажником на строительстве Кременчугского машиностроительного завода. Одновременно, в 1950 году, окончил Полтавское музыкальное училище (ныне — имени Н. В. Лысенко). Во время службы в армии активно участвовал в самодеятельности, был строевым запевалой, солистом Ансамбля песни и танца Киевского военного округа (1953).
В 1958 году окончил Киевскую консерваторию (ныне Национальная музыкальная академия Украины имени П. И. Чайковского) (класс сольного пения у А. Гродзинского, класс камерного пения у З. Лихтман).
В 1957—1959 годах — солист Государственного украинского народного хора (ныне Национальный заслуженный академический народный хор Украины им. Верёвки), куда был приглашён Г. Г. Верёвкой.
В 1959 году зять Н. С. Хрущёва, директор Киевского театра оперы и балета им. Т. Шевченко В. Гонтарь пригласил его в свой коллектив. С 1959 по 1966 годы — солист Киевского театра оперы и балета им. Т. Шевченко.
В 1962—1963 годах стажировался в театре «Ла Скала» (Милан) у Е. Пьяцца и Дж. Барра. По окончании стажировки в течение года был солистом Большого театра, где пел партии Игоря в «Князе Игоре» А. Бородина, Онегина в «Евгении Онегине» и Елецкого в «Пиковой даме» (обе П. Чайковского).
В 1966—1973 годах — солист Укрконцерта, в 1972—1974 — Киевской филармонии.
Был первым исполнителем многих песен советских композиторов, в числе которых «Песня любви» А. Островского и Л. Ошанина и «Києве мій» И. Шамо и Д. Луценко.
Регулярно участвовал в концертах, телепроектах («Голубой огонёк» и других музыкальных передачах). В его репертуаре русская, украинская и западно-европейская вокальная лирика (более 500 произведений). Также выступал в дуэте с тенором Георгием Андрющенко.
Широко известен как камерный певец, выступал с классическими программами (оперные арии, романсы П. Чайковского, С. Рахманинова, В. Косенко и Д. Кабалевского, народные песни).
Гастролировал по многим городам СССР и за рубежом (Венгрия, Ирландия, Бельгия, Германия, Австрия, Испания, Италия, Великобритания, Финляндия, Канада, США, Бразилия, Мексика, Аргентина, Алжир, Австралия, Новая Зеландия, Шри-Ланка, Индия и др.).
Записал в фонд Украинского радио ряд сочинений национальной и западно-европейской классики (арии из опер, кантат, народные песни, романсы). Также осуществил ряд грамзаписей на фирме «Мелодия».
Голос певца — сильный драматический баритон с заметным металлическим тембральным блеском и ярко выраженной низкой певческой формантой. Для эстрадного артиста обладал необычной фактурой. Его отличала коренастость, мощное телосложение и осанка, грозность и внушительность голоса.
В 1968—1969 годах — ассистент, с 1970 — преподаватель кафедры сольного пения, в 1972—1994 годах — заведующий кафедрой оперной подготовки, в 1974—1983 годах — ректор, в 1994—2004 годах — заведующий кафедрой сольного пения Киевской консерватории (с 1979 — профессор). Среди учеников: Н. Шопша, В. Колобабюк, В. Швыдкий, В. Козин, П. Баранский, В. Антонюк, Я. Евдокимов.
В 1972—1984 годах — председатель правления Музыкального общества Украины (с 1995 — Всеукраинский музыкальный союз).
Академик Международной педагогической академии (с 2001).
Член КПСС с 1961 года. Депутат Верховного Совета Украинской ССР 9-го и 10-го созывов.
О творчестве певца созданы фильмы: «Перед концертом» (1973, «Укртелефильм»), «Поёт Николай Кондратюк» (1977, реж. В. Иванов, «Укркинохроника»).
Умер 16 ноября 2006 года в Киеве. Похоронен на Байковом кладбище.

### Семья
- Жена — Наталья Ивановна, пианистка, концертмейстер. Сопровождала мужа на концертах, была концертмейстером в его классе в НМАУ им. П. Чайковского.

## Награды и звания
- Золотая медаль конкурса вокалистов Всемирного фестиваля молодёжи и студентов в Вене (1959)
- Народный артист Украинской ССР (1973)
- Народный артист СССР (1978)
- Государственная премия Украинской ССР им. Т. Шевченко (1972) — за концертные программы 1969—1971 годов
- Орден Трудового Красного Знамени
- Орден «Знак Почёта» (1960)
- Орден «За заслуги» III степени (2001)[5][6]
- Медаль «В память 1500-летия Киева»
- Большая золотая медаль им. Яна Амоса Каменского (Международная педагогическая академия, 2001).

## Оперные партии
- «Князь Игорь» А. П. Бородина — Игорь Святославич
- «Евгений Онегин» П. И. Чайковского — Евгений Онегин
- «Пиковая дама» П. И. Чайковского — Елецкий
- «Тарас Бульба» Н. В. Лысенко — Остап
- «Трубадур» Дж. Верди — граф Ди Луна
- «Севильский цирюльник» Дж. Россини — Фигаро
- «Отелло» Дж. Верди — Яго
- «Арсенал» Г. И. Майбороды — Максим
- «Травиата» Дж. Верди — Жермон
- «Богдан Хмельницкий» К. Ф. Данькевича — Посол Великой Руси
- «Назар Стодоля» К. Ф. Данькевича — Гнат
- «Иоланта» П. И. Чайковского — Роберт
- «Алеко» С. В. Рахманинова — Алеко

## Некоторые из исполняемых песен
- «Если бы парни всей земли» (В. Соловьёв-Седой — Е. Долматовский)
- «Києве мій» (И. Шамо — Д. Луценко)
- «Прощайте, скалистые горы» (Е. Жарковский — Н. Букин)
- «Песня об Украине» (И. Шамо — Д. Луценко)
- «Песня любви» (А. Островский — Л. Ошанин)
- «Песня о Днепре» (М. Фрадкин — Е. Долматовский)
- «Песня о небе» (Е. Зубцов — В. Кортенко)
- «Дорога начинается небесная» (С. Кац — Я. Козловский)
- «Выхожу один я на дорогу» (Е. Шашина — М. Лермонтов)
- «Среди долины ровныя» (русск. нар. - сл. А. Мерзлякова)
- «Днепряночка» (Э. Ханок — А. Дихтярь)
- «Пісня про вчительку» (П. Майборода — А. Малышко)
- «А я всю жизнь искал тебя» (Я. Френкель — В. Харитонов)
- «На долині туман» (Б. Буевский — В. Диденко)
- «Течёт река звонкая» (Б. Буевский — К. Дрок)
- «Ясени» (А. Билаш — М. Ткач)
- «Волошкові очі» (К. Доминчен — В. Мартынюк)
- «Цвітуть осінні тихі небеса» (А. Билаш — А. Малышко)
- «Пісня бригад комуністичноi працi» (А. Филиппенко — А. Новицкий)
- «Чуєш, брате мій» (Л. Лепкий — Б. Лепкий)
- «Коло вікон твоїх» (Ю. Рожавская — И. Бердник)
- «Сніг на зеленому листі» (А. Билаш — М. Ткач)
- «Падают звёзды»

## Фильмография
- 1964 — Голубой огонёк-1964 (фильм-спектакль) — вокал
- 1965 — Дни лётные — вокал
- 1967 — Концерт для Монреаля
- 1971 — Где вы, рыцари? — вокал
- 1973 — Ни пуха, ни пера! — Максим Кондратьевич
- 1973 — Абитуриентка — исп. песни «Моя стежина»
- 1973 — Перед концертом
- 1974 — Поёт Николай Кондратюк
- 1974 — В бой идут одни «старики» — исп. песни «Ніч яка місячна»